# Bihor
Bihor är ett län (județ) i Rumänien med 617 827 invånare (2018). Det har 4 municipii, 6 städer och 90 kommuner.

## Municipii
- Oradea
- Beiuș
- Marghita
- Salonta

## Städer
- Aleșd
- Nucet
- Săcueni
- Ștei
- Valea lui Mihai
- Vașcău

## Kommuner
| - Abram - Abrămuț - Aștileu - Aușeu - Avram Iancu - Balc - Batăr - Biharia - Boianu Mare - Borod - Borș - Bratca - Brusturi - Budureasa - Buduslău - Bulz - Buntești - Căbești - Câmpani | - Căpâlna - Cărpinet - Cefa - Ceica - Cetariu - Cherechiu - Chișlaz - Ciuhoi - Ciumeghiu - Cociuba Mare - Copăcel - Criștioru de Jos - Curățele - Curtuișeni - Derna, Rumänien - Diosig - Dobrești - Drăgănești - Drăgești | - Finiș - Gepiu - Girișu de Criș - Hidișelu de Sus - Holod - Husasău de Tinca - Ineu - Lăzăreni - Lăzuri de Beiuș - Lugașu de Jos - Lunca - Mădăraș - Măgești - Nojorid - Olcea - Oșorhei - Paleu - Pietroasa - Pocola | - Pomezeu - Popești - Răbăgani - Remetea - Rieni - Roșia - Roșiori - Sâmbăta - Sânicolau Român - Sânmartin - Sântandrei - Sârbi - Săcădat - Sălacea - Sălard - Spinuș - Suplacu de Barcău - Șimian - Șinteu | - Șoimi - Șuncuiuș - Tărcaia - Tămășeu - Tarcea - Tăuteu - Tileagd - Tinca - Tulca - Țețchea - Uileacu de Beiuș - Vadu Crișului - Vârciorog - Viișoara |